# Novo Acordo
Novo Acordo är en kommun i Brasilien.   Den ligger i delstaten Tocantins, i den centrala delen av landet, 600 km norr om huvudstaden Brasília. Antalet invånare är 3 762.
Omgivningarna runt Novo Acordo är huvudsakligen savann. Runt Novo Acordo är det mycket glesbefolkat, med 3 invånare per kvadratkilometer.